# Шверин, Герхард фон
Герхард Гельмут Детлофф граф фон Шверин (нем. Gerhard Helmuth Detloff Graf von Schwerin; 23 июня 1899, Ганновер, Пруссия — 29 октября 1980, Роттах-Эгерн, Бавария) — немецкий военачальник Второй мировой войны, генерал танковых войск (1945 год). Кавалер Рыцарского креста с дубовыми листьями и мечами.

## Биография
Поступил добровольцем на военную службу фенрихом (кандидат в офицеры) в августе 1914 года (в возрасте 15 лет). С июня 1915 года — лейтенант во 2-м гвардейском полку. Командовал пехотным взводом, затем ротой. Получил звание старшего лейтенанта. За время войны был награждён Железными крестами обеих степеней, а также крестом Гогенцоллернов 3-й степени с мечами. Был ранен.
С октября 1939 года подполковник Граф фон Шверин командовал батальоном полка «Великая Германия». Участвовал во Французской кампании, награждён планками к Железным крестам (повторное награждение).
В январе — июле 1941 года — командир 200-го полка особого назначения в Африке, с апреля 1941 года — полковник.
С августа 1941 года полковник Граф фон Шверин на Восточном фронте, командир 76-го пехотного полка (под Ленинградом). В январе 1942 года награждён Рыцарским крестом.
В июле — ноябре 1942 года Граф фон Шверин командовал 8-й егерской дивизией (в Демянском котле), с октября 1942 года — генерал-майор.
С ноября 1942 года — командир 16-й моторизованной дивизии на южном участке Восточного фронта (на Астраханском направлении, на реке Миус). В мае 1943 года награждён Дубовыми листьями (№ 240) к Рыцарскому кресту. С июня 1943 года — генерал-лейтенант.
Затем 16-я дивизия (переименованная в танко-гренадерскую) отступила к Кривому Рогу, за оборонительные бои Граф фон Шверин в ноябре 1943 года был награждён мечами (№ 41) к рыцарскому кресту с дубовыми листьями. С мая 1944 года Граф фон Шверин командовал 116-й танковой дивизией на Западном фронте (в Нормандии). С декабря 1944 года — командующий 76-м танковым корпусом (в Северной Италии). С апреля 1945 года — генерал танковых войск.
26 апреля 1945 года генерал Граф фон Шверин был взят в плен британскими войсками. Отпущен из плена в 1947 году.
В 1950 году был советником канцлера ФРГ Аденауэра по военным вопросам и безопасности. Участвовал в создании новой немецкой жандармерии.

## Награды
- Железный крест (1914) 2-го и 1-го класса (Королевство Пруссия)
- Королевский орден Дома Гогенцоллернов рыцарский крест с мечами (Королевство Пруссия)
- Нагрудный знак «За ранение» (1918) в серебре
- Почётный крест Первой мировой войны 1914/1918 с мечами (1934)
- Пряжка к Железному кресту 2-го класса (11 мая 1940)
- Пряжка к Железному кресту 1-го класса (19 мая 1940)
- Нагрудный штурмовой пехотный знак
- Медаль «За зимнюю кампанию на Востоке 1941/42»
- Рыцарский крест Железного креста с дубовыми листьями и мечами
  - рыцарский крест (17 января 1942)
  - дубовые листья (№ 240) (17 мая 1943)
  - мечи (№ 41) (4 ноября 1943)
- Упоминание в Вермахтберихт (27 октября 1943)
- Манжетная лента «Африка»